# Shanxia
Shanxia là một chi khủng long, được Barrett You Upchurch & Burton mô tả khoa học năm 1998.